# Kampung Singaraja
Kampung Singaraja is een bestuurslaag in het regentschap Buleleng van de provincie Bali, Indonesië. Kampung Singaraja telt 872 inwoners (volkstelling 2010).